# Pisaster

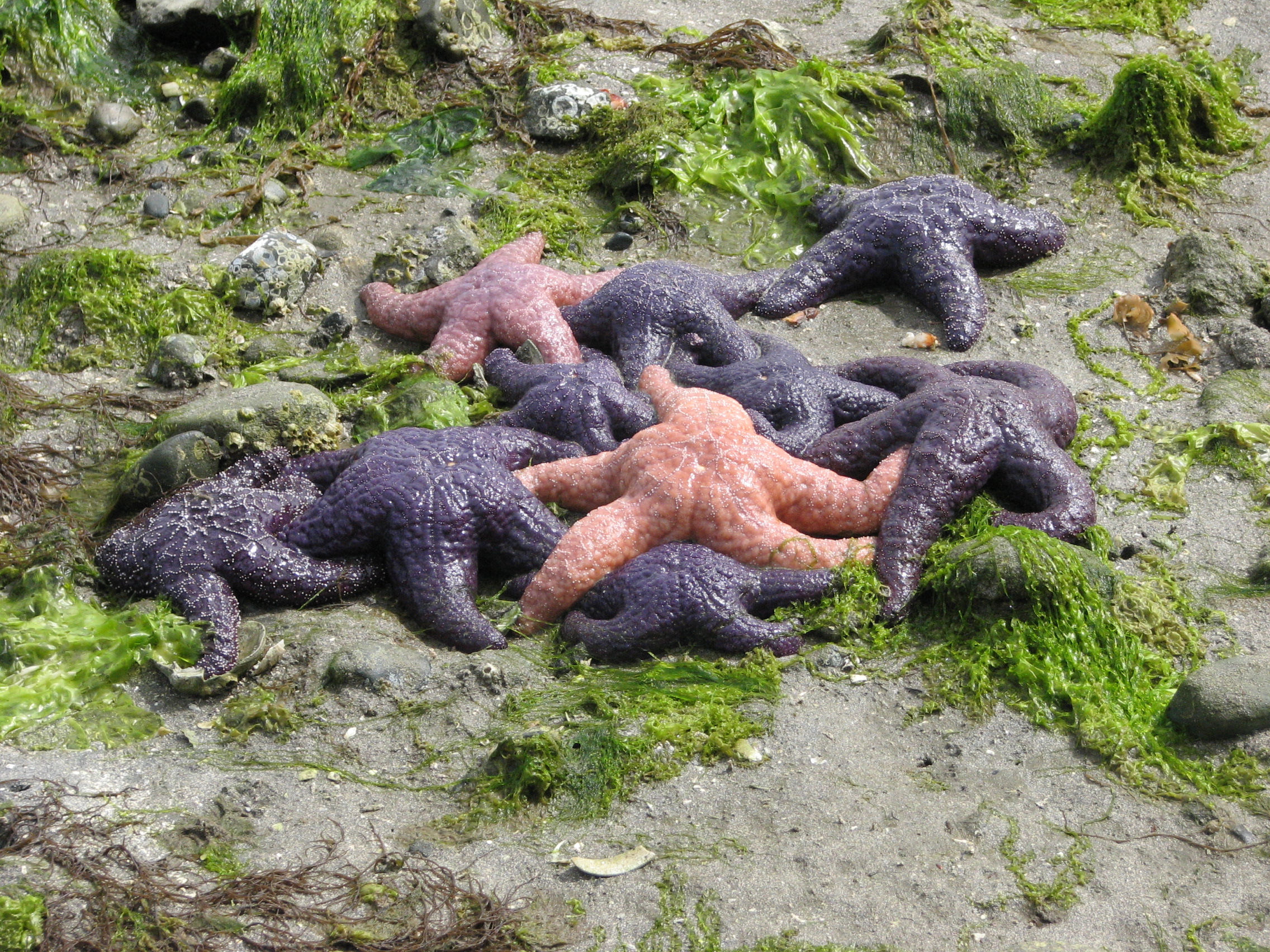
Pisaster ochraceus bei Niedrigwasser, Saltspring Island (British Columbia)

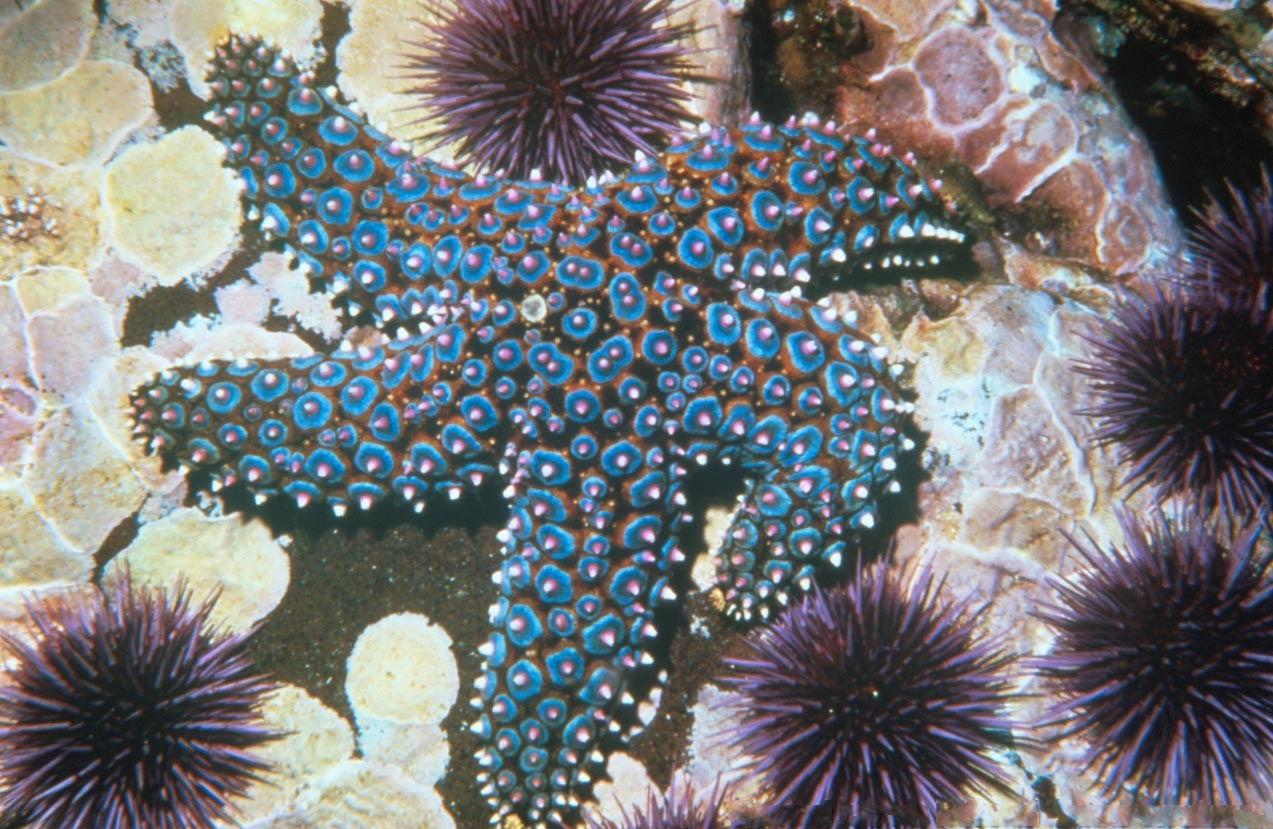
Pisaster giganteus

Pisaster (von altgriechisch πίσος „Erbse“ und ἀστήρ „Stern“) ist eine Gattung der Seesterne aus der Familie Asteriidae in der Ordnung der Zangensterne (Forcipulatida) mit drei Arten, die an der nordamerikanischen Pazifikküste zwischen Alaska und dem südlichen Kalifornien heimisch sind.

## Beschreibung
Die drei Arten von Pisaster sind große Seesterne mit fünf dicken Armen und Durchmessern von bis zu 70 cm, die auf der Oberseite mit je nach Art längeren oder kürzeren Stacheln besetzt sind. Die Färbung variiert zwischen ocker, braun, orange, und purpurfarben. Alle drei Arten leben räuberisch von Muscheln, Rankenfußkrebsen, Seeigeln und Schnecken, unterscheiden sich jedoch im Lebensraum.

## Arten
- Pisaster ochraceus lebt auf felsigem Untergrund auch in den oberen Bereichen der Gezeitenzone, denn er verträgt auch längere Phasen ohne Wasser. Allerdings wird er in den länger trocken liegenden Bereichen in größerer Zahl von räuberischen Möwen gefressen, so dass hier Miesmuscheln (Mytilus californianus), seine Hauptbeute, gegenüber anderen Arten stark vorherrschen, während es in den tieferen Zonen durch den Seestern weniger Miesmuscheln und eine größere Artenvielfalt gibt.
- Pisaster giganteus, seinem Namen zum Trotz nicht größer als Pisaster ochraceus, lebt ebenfalls auf felsigem Grund, aber in tieferen Gewässern.
- Pisaster brevispinus ist ebenso in größeren Tiefen zu finden und verträgt trockene Phasen nur schlecht, doch sind sandige und schlammige Böden sein Lebensraum, wo er auch seine Beutetiere, Sanddollars und grabende Muscheln, ausgräbt.